# Lynn Greer
Lynn Terence Greer (Filadelfia, 23 ottobre 1979) è un ex cestista statunitense, professionista nella NBA e in Europa.

## Carriera

### College
Dopo aver terminato la high school, nel 1997 Lynn approda al college Temple di Filadelfia, nella cui squadra avrà spazio anche il giocatore dell'Olimpia Milano David Hawkins. Il periodo collegiale di Lynn dura fino al 2002 e lo vede conquistarsi alcuni record nella storia del suo ateneo. Infatti sarà il secondo cestista con più punti (2.099 punti) nella storia dell'ateneo e il primo in assoluto per i tiri da tre segnati (305).
Nel 1998-99 ha giocato solo sei partite con una media di 10,2 punti a causa di un grave infortunio
Nel 1999-2000 contribuisce alla vittoria nell'Atlantic 10 Conference segnando 12,3 punti di media e viene nominato Sesto Uomo dell'anno nella Atlantic 10 Conference.
Nel 2000-01 con 18,2 di media punti guida il suo ateneo al NCAA Tournament Elite Eight e alla vittoria nella Atlantic 10 Conference. In questa stagione ha stabilito il record per minuti giocati in tutta la nazione (1465) mancando solo in 25 minuti dell'intero torneo.
Nel 2001-02, quando termina la stagione con 23,2 punti di media, riceve una menzione ufficiale dalla Associated Press e viene nominato tra i migliori 5 esterni dell'anno a Filadelfia. Nella medesima stagione è stato candidato per il John R.Wooden Award e per il Naismith Player of the Year.
Nella sua carriera collegiale è stato il primo in assoluto a Temple ad avere segnato per due volte almeno 40 punti in una partita, con un record di 47 punti contro Wisconsin, inoltre ha stabilito il record di tiri liberi consecutivi segnati in una partita (18 su 18 contro St. Joseph).
Da ragazzo ha spesso incontrato come avversario sia sui playground che nelle sfide tra le High School il campione NBA Kobe Bryant.

### Club

#### L'arrivo in Europa
Una volta terminato il college nel luglio 2002 Lynn partecipa al torneo estivo Rocky Mountain Revue con la casacca dei Dallas Mavericks, ma non riesce a trovare spazio in NBA e viene tesserato per la stagione 2002-03 dai greci del Near East, dove disputa 14 partite con 16,7 punti di media.

#### L'esperienza in Development League
La sua avventura dura poco e nel febbraio 2003 passa nella lega di sviluppo della NBA, infatti gioca in NBDL 13 partite con 9,3 punti di media con i Greenville Groove. Nel luglio 2003 ritenta di guadagnarsi uno spazio in NBA partecipando per i Los Angeles Clippers alla Southern California Summer Pro League. In effetti viene tesserato dai Milwaukee Bucks ma dopo neanche un mese, ad ottobre viene tagliato e si trasferisce in Polonia, allo Slask Wroclaw.

#### In Polonia e in Russia
La stagione 2003-04 in Polonia è ottima: infatti in campionato viaggia alla media di 20,4 punti in 32 partite disputate e contribuisce in maniera determinante per la conquista della Coppa di Polonia 2004 e per il titolo polacco ottenendo la nomina a MVP. Oltre al campionato lo Slask Wroclaw partecipa anche alla Eurolega, dove Lynn si distingue in 14 partite con la media di 25 punti. In questa stagione viene selezionato per l'All Star Game polacco dove viene nominato anche MVP.
La permanenza in Polonia dura però solo una stagione e nel 2004-05 firma per la Dinamo Mosca. In Russia gioca 41 gare del campionato russo con 9,7 punti di media e partecipa all'ULEB Cup disputando 11 gare a 13,1 punti di media. In Russia Lynn arriva al secondo posto della regular season, in finale dei playoff dove la Dinamo viene battuta dal CSKA Mosca, e in semifinale di Coppa di Russia.
Nell'estate 2005 disputa la Summer League di Las Vegas con i Phoenix Suns, segnando 7,0 punti di media con 2,2 assist in 15,2 minuti, senza incantare il front office della squadra dell'Arizona.

#### La stagione a Napoli

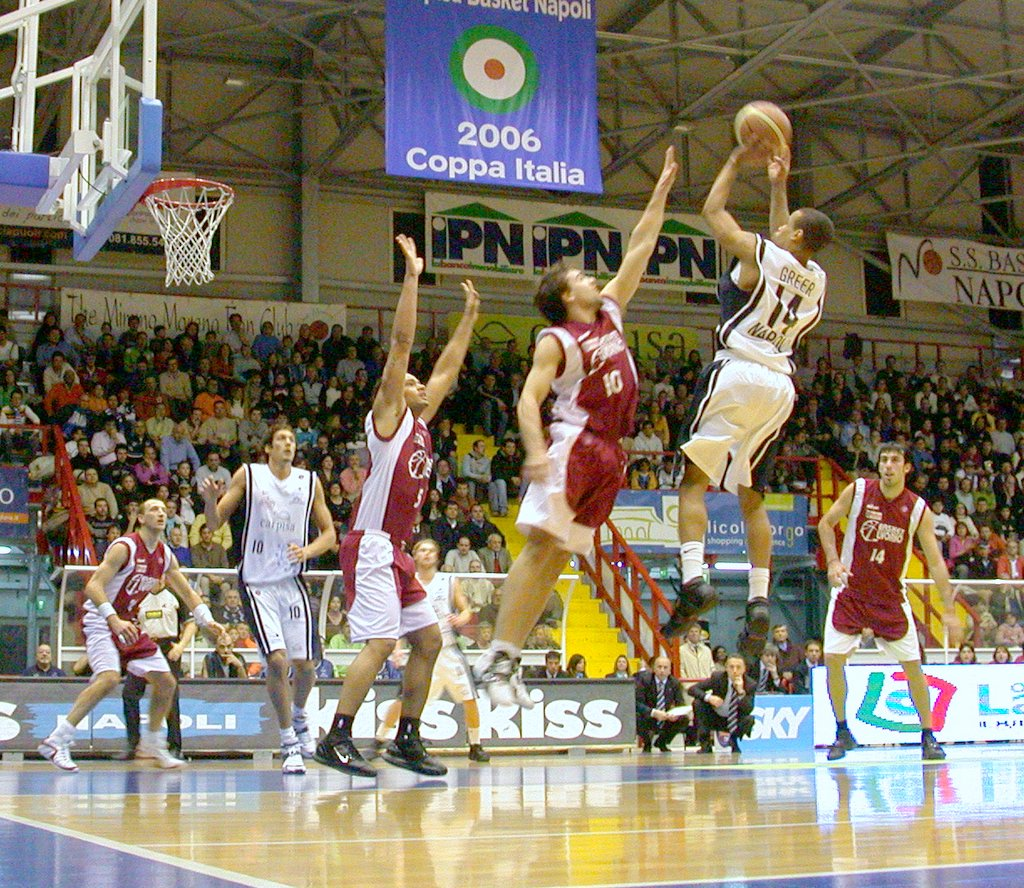
Lynn Greer, con la casacca della Carpisa, in arresto e tiro contro Livorno.

Nella stagione 2005-06 approda in Italia nelle file della Carpisa Napoli dove diventa l'indiscusso leader della squadra contribuendo alla conquista della Coppa Italia nel febbraio 2006 contro la Lottomatica Roma. Al termine, Lynn non viene nominato MVP, il premio va infatti all'ex compagno di college e amico David Hawkins, il quale deluso per la sconfitta in finale dona a Lynn il premio in segno di omaggio.
Nella stessa stagione vince il titolo di MVP, capocannoniere con 22,6 punti a partita con il 53,8% da due e il 48,6% da tre e miglior realizzatore di liberi della stagione regolare con il 91,3%. Greer, così, diventa uno degli idoli indiscussi della tifoseria napoletana.
La vincente annata in maglia azzurra funge per Greer da trampolino di lancio verso la NBA, in cui riesce ad approdare in virtù di una clausola, inserita nel contratto con i partenopei, che sarebbe altrimenti durato almeno fino al termine della stagione seguente.

#### L'NBA e il ritorno in Grecia
Il 18 luglio 2006 firma un contratto biennale garantito con i Milwaukee Bucks. Ai Bucks ritrova un altro giocatore che militava nel campionato italiano, Charlie Bell, che ha disputato a Milwaukee una ottima seconda parte di stagione 2005-06, formando, insieme a Bell, Michael Redd e Mo Williams un backcourt dal buon potenziale offensivo. Nella sua permanenza negli States viene colpito da un grave lutto per la perdita della compagna a causa di un tumore all'occhio. Il 25 settembre 2007 viene tagliato dai Milwaukee Bucks. Dopo una trattativa fulminea viene ingaggiato dall'Olympiakos con un faraonico contratto biennale da 3 milioni di euro all'anno.

### Nazionale
Greer venne selezionato nel 2001 per fare parte della nazionale statunitense ai mondiali universitari, competizione dove ottenne il bronzo; e nel 2005 fa parte del roster della nazionale a stelle e strisce per le qualificazioni ai Mondiali 2006.

## Palmarès

### Squadra
- Campionato turco: 1

Fenerbahçe Ülker: 2009-10
- Coppa di Polonia: 1

Śląsk Breslavia: 2004
- Coppa Italia: 1

Basket Napoli: 2006
- Coppa di Turchia: 1

Fenerbahçe Ülker: 2009-10

### Individuale
- All-Euroleague Second Team: 1

Śląsk Breslavia: 2003-04
- MVP Serie A: 1

Basket Napoli: 2006